# Hydrellia discursa
Hydrellia discursa är en tvåvingeart som beskrevs av Deonier 1971. Hydrellia discursa ingår i släktet Hydrellia och familjen vattenflugor. Inga underarter finns listade i Catalogue of Life.